# СМАЙЛ (космический проект)
СМАЙЛ (англ. SMILE, Solar Wind Magnetosphere Ionosphere Link Explorer, то есть Исследование связи между солнечным ветром, магнитосферой и ионосферой) — планируемый совместный космический проект Европейского Космического Агентства (ЕКА) и Китайской Академии наук (КАН). СМАЙЛ впервые будет одновременно наблюдать земную магнитосферу в мягких рентгеновских лучах и ультрафиолете, что позволит по-новому взглянуть на динамическое взаимодействие между солнечным ветром и магнитосферой. Запуск спутника запланирован на 2026 год.

## Задачи миссии
Главные научные вопросы проекта СМАЙЛ следующие:
- Какие существуют основные режимы взаимодействия солнечного ветра с дневной магнитосферой?
- Какие процессы формируют цикл суббури?
- Как возникают магнитные бури, связанные с корональными выбросами, и какова их связь с суббурями?

## Описание миссии
Спутник будет использовать рентгеновскую и ультрафиолетовую камеры (инструменты SXI и UVI) для получения снимков и видеоизображений дневной магнитопаузы (внешней границы магнитосферы), полярных каспов (областей, где частицы солнечного ветра могут проникать в земную магнитосферу и ионосферу) и аврорального овала (области наиболее частого появления полярных сияний). Кроме этого СМАЙЛ включает два инструмента для прямых (in situ) измерений: анализатор ионов (LIA) и магнитометр (MAG).
СМАЙЛ должен находиться на достаточном удалении от Земли, чтобы одновременно наблюдать дневную магнитопаузу (с помощью SXI) и авроральные овалы (UVI). С этой целью была выбрана высокая эллиптическая орбита с планируемым углом наклона над плоскостью эклиптики 70 или 98 градусов (в зависимости от выбора ракеты-носителя) и апогеем около 19 земных радиусов (121 182 км). Благодаря такой орбите, СМАЙЛ будет проводить примерно 80 % времени на достаточно большом удалении от Земли, позволяющем вести дистанционные наблюдения непрерывно в течение 40 часов. Другим достоинством такой орбиты является относительно небольшое время, которое спутник будет проводить в радиационных поясах. СМАЙЛ будет запущен на низковысотную орбиту ракетами Вега-C или Ариан-6 с космодрома Куру во Французской Гвиане, а затем двигатель спутника выведет его на заданную орбиту с перигеем около 5000 км.
СМАЙЛ состоит из платформы, разрабатываемой КАН, соединённой с инструментальным модулем на котором размещены почти все научные приборы и коммуникационная система (разрабатывается ЕКА). Инструментальный модуль будет создан компанией Airbus. Платформа состоит из двигателя и служебного модуля, а также 2 детекторов прибора по измерению ионов. Операционный центр спутника будет управляться Китайской Академией Наук, КАН и ЕКА будут совместно руководить научным операционным центром.

## Приборы
На спутнике будут установлены 4 прибора.
- Детектор мягкого рентгеновского излучения (Soft X-ray instrument, SXI) — широкоугольный телескоп, использующий микропористую оптику. Прибор позволит определять положение, форму и перемещение магнитосферных границ, таких как отошедшая ударная волна, магнитопауза и каспы благодаря регистрации излучения, возникающего в процессе обмена зарядов с солнечным ветром (solar wind charge exchange). Прибор оборудован двумя ПЗС-детекторами, работающими в энергетическом диапазоне от 0.2 до 2.5 кэВ и имеющими оптический угол обзора 15,5°×26.5°. Телескоп разрабатывается, конструируется и будет калиброван в Университете Лестера (Великобритания) при участии других европейских научных центров. Программное обеспечение будет разработано в партнерстве с Китайским Национальным Космическим Научным Центром.
- Детектор ультрафиолетового излучения (UltraViolet instrument, UVI) — камера для наблюдения северной авроральной области, с её помощью можно будет увидеть отражение магнитосферных процессов в ионосфере. Инструмент состоит из камеры с КМОП-детектором, работающей в диапазоне длин волн около 160—180 нм, с углом обзора 10°×10°. Пространственное разрешение в апогее составляет 150 км, временное разрешение около 60 секунд. Разработка прибора осуществляется совместно Университетом Калгари (Канада), Китайским Национальным Космическим Научным Центром и КАН, Полярным Исследовательским Институтом (Китай) и Космическим Центром в Льеже (Бельгия).
- Детектор легких ионов (Light Ion Analyser, LIA) — прибор для определения свойств и поведения ионов солнечного ветра и магнитослоя при различных условиях с помощью измерения трехмерной функции распределения протонов и альфа частиц. Инструмент состоит из двух цилиндрических электростатических анализаторов, смонтированных на противоположных сторонах платформы. Таким образом, может быть получено полностью трехмерное (4 π) распределение ионов в энергетическом диапазоне от 50 эВ до 20 кэВ с временным разрешением 0.5 с. Прибор разрабатывается совместно Китайским Национальным Космическим Научным Центром, КАН, Университетским Колледжем Лондона (Mullard Space Science Laboratory, UCL) и НЦНИ/Политехнической школой (Франция).
- Магнитометр (MAG) — прибор для измерения трех компонент магнитного поля в солнечном ветре и магнитослое, с его помощью, в частности, можно будет отмечать прохождение спутника через ударные волны и разрывы солнечного ветра. Два трехосных сенсора будут смонтированы на удалении от спутника на трехметровой антенне на расстоянии 80 см друг от друга, в то время как блок электроники будет находиться в основной части спутника. Такая конфигурация позволит прибору работать как градиометр и с высокой точностью определять магнитное поле космической плазмы, в то время как магнитное поле самого спутника будет удалено из измерений. Рабочий интервал прибора +/- 12800 нТ. Прибор разрабатывается совместно Китайским Национальным Космическим Научным Центром, КАН и Космическим Исследовательским Институтом Австрийской Академии Наук.

## Рабочие группы
Для подготовки миссии было создано несколько рабочих групп.

### Рабочая группа по прямым измерениям (in-situscience)
Деятельность этой группы состоит в оптимизации дизайна и операций приборов, в планировании калибровки данных, уточнении научных задач прямых измерений, а также во взаимодействии с другими магнитосферными проектами.

### Рабочая группа по моделированию
Группа оказывает необходимую поддержку проекта СМАЙЛ, так как научная интерпретация данных с рентгеновской камеры требует использования магнитосферных моделей. Группа занимается решением следующих задач.
1. Сравнение результатов численных МГД моделей и оценка необходимых критериев точности для прибора SXI.
2. Метод определения магнитосферных границ (в частности, положения магнитопаузы) по данным SXI.
3. Другие научные задачи.

### Рабочая группа по наземным измерениям и другим научным задачам
Группа координирует поддержку проекту в солнечно-земном научном сообществе. В частности, задачей группы является координация наблюдений по проекту с другими наблюдениями на Земле и в космосе. Например, возможна координация наблюдений на СМАЙЛЕ с наземными радарами SuperDARN или EISCAT 3D, а также с будущими космическими миссиями. Также эта группа разрабатывает программное обеспечение для комбинируемой обработки данных.

### Рабочая группа по общественным связям
Группа призвана донести информацию о проекте до широкой публики, до любительских объединений, интересующихся космической физикой, и до учащихся школ.

## История проекта
Предыдущим примером успешного сотрудничества между ЕКА и КАН был проект Double Star. Проект СМАЙЛ предполагает гораздо более глубокое сотрудничество на всех этапах, от проектирования миссии и до запуска и последующей обработки результатов. После нескольких рабочих встреч в январе 2015 г. была подготовлена совместная заявка на конкурс. Проект СМАЙЛ победил в конкурсе из 13 проектов, посвященных разным областям астрофизики, гелиофизики и фундаментальной физики. Заявка была подготовлена совместно Университетским Колледжем Лондона и Китайским Национальным Космическим Научным Центром. С июня по ноябрь 2015 миссия прошла первоначальное обсуждение, и одобрение проекта было дано научным программным комитетом ЕКА в ноябре 2015. Рецензирование системных требований было завершено в октябре 2018, а окончательное утверждение проекта в ЕКА было получено в марте 2019.